# بیژن جلالی
بیژن جلالی (زاده ۳۰ آبان ۱۳۰۶ در تهران – درگذشت ۲۴ دی ۱۳۷۸) از چهره‌های شناخته شده شعر معاصر ایران بود، شاعری که به‌ویژه پس از مرگ با استقبال نسل جدیدی از مخاطبان ادبی مواجه شد که سادگی بیان و تصاویر او را در شعر می‌پسندیدند، اگرچه شعر جلالی بر مفاهیم عمیق انسانی تأمل می‌کند، خاصه مفهوم مرگ و نیستی که در بسیاری از اشعار او بازتاب یافته‌است.
"روزانه‌ها" پخته‌ترین اثر اوست، آخرین کتابی که در زمان حیات او منتشر شد. پس از آن کتاب‌های بسیاری به کوشش بستگان او منتشر شد که دربرگیرنده اشعار بیژن جلالی بودند، اما از آنجا که برخی از این اشعار به سال‌های بسیار دور گذشته بازمی‌گردد، بعید می‌نماید که شاعر خود قصد انتشار آنها را داشته‌است.

## زندگی
بیژن جلالی در در آخرین شب آبان ماه سال ۱۳۰۶ در تهران به دنیا آمد. پدر وی، ابراهیم جلالی بود و مادرش اشرف‌الملوک هدایت. خانوادهٔ پدری‌اش در اصل تفرشی بودند. جد اعلای آن‌ها میرزا علی مستوفی نام داشت. پدربزرگش شمس‌الدین جلالی (فطن‌الملک) بود؛ و در اواخر دورهٔ پهلوی اول در وزارت داخله و وزارت دارایی مناصب مهمی را بر عهده گرفت. خانوادهٔ مادری جلالی از خاندان قدیمی هدایت به‌شمار می‌رفتند. سرسلسلهٔ این خاندان در دورهٔ قاجار، رضاقلی‌خان هدایت است. رگهٔ فرهنگی خاندان هدایت، در یکی از پسران او یعنی نیرالملک تداوم یافت:اعتضادالملک، پدر عیسی، محمود و صادق هدایت، فرزند نیرالملک بود. اعتضادالملک، پدر بزرگ مادری جلالی است.
زندگی مشترک پدر و مادر چندان دوامی نداشت. پدر که در آلمان کشاورزی خوانده بود، همسر دیگری برگزید. بیژن نزد پدر ماند. اما مهرداد، برادر کوچکتر با مادرش بزرگ شد. بیژن همراه پدر، در مأموریت اداری‌اش، مدتی در شمشک و سه سال در تبریز زیست. در این شهر، در مدرسه‌های رشدیه و فردوسی درس خواند. اندکی بعد به تهران آمد. سال‌های دوم تا پنجم متوسطه را در رشتهٔ طبیعی، در دبیرستان فیروز بهرام گذراند. سال ششم را در دبیرستان البرز سپری کرد. شاگرد مهدی مجتهدی، یدالله سحابی، رضا جودت، ذبیح‌الله صفا، محمود بهزاد، عبدالله شیبانی و محمدحسین مشایخ فریدنی بود.
از سال ۱۳۲۵ تا ۱۳۳۱ چندماهی در رشته فیزیک دانشگاه تهران و چندسالی در رشته علوم طبیعی دانشگاه‌های تولوز و پاریس درس خواند اما همهٔ آن‌ها نیمه‌کاره ماند زیرا علاقه به شعر و ادب، مسائل فکری و ادبی و گشت‌وگذار آزاد در زمینه‌های فلسفه و هنر و ادبیات، او را از انضباط و نظم درس‌خواندن دور کرد. وی در بازگشت، در رشتهٔ زبان و ادبیات فرانسوی دانشگاه تهران تحصیل کرد و دورهٔ لیسانس را به پایان برد. عیسی سپهبدی، موسی بروخیم، خانم شیبانی، خانم پاکروان و خانم اندریو استادان این رشته بودند. درس ادبیات فارسی آن‌ها هم بر عهدهٔ پرویز خانلری بود.
از سال ۱۳۲۵ تا مدتی به کارهای گونه‌گونی پرداخت. در دبیرستان‌ها انگلیسی درس داد. چندی هم مسئول آزمایشگاه دبیرستان ایرانشهر بود. زمانی هم در موزهٔ مردم‌شناسی وزارت فرهنگ به کار پرداخت. چون دورهٔ مردم‌شناسی را در موزهٔ مردم‌شناسی پاریس گذرانده بود. سرانجام به کار در شرکت فرانسوی آنتروپوز مشغول شد. با استفاده از بورس این شرکت، یک دورهٔ اقتصاد نفت را در پاریس به پایان برد. کار اداری رسمی را در شرکت نفت و شرکت پتروشمی دنبال کرد و سال ۱۳۵۹ بازنشسته شد.
علاقه به شعر و ادب، فلسفه و عرفان، زندگی در محیط فرهنگی خاندان هدایت، گفتگو با دایی‌اش صادق هدایت و تأثیرپذیری از او و اقامت پنج‌سالهٔ دورهٔ جوانی در فرانسه، پیوندهایی میان جلالی و نوشتن به وجود آورد. او گاهی به فارسی و گاهی به فرانسوی می‌نوشت اما آن‌ها را جدی نمی‌گرفت.اما پس از این‌ که به ایران بازگشت و توانست با فراغ بیش‌تری بخواند و بیندیشد و بنویسد، تأمل‌های شاعرانه‌اش نظم گرفت.
او از آغاز دههٔ چهل این تأمل‌ها را به نشر سپرد. سروده‌هایش در مجموع با تلقی مثبت و گشاده رویانه‌ای از اهل ادب معاصر روبه‌رو شد. هرچند شعرهایش همه سپید بود و به نسبت هم نسلانش تا حدی دیر به انتشار آن‌ها پرداخت.
«روزها»، «دل ما و جهان»، «رنگ آب‌ها»، «آب و آفتاب»، «روزانه‌ها» و نیز دو گزینهٔ اشعار: «بازی نور» و «دربارهٔ شعر» کتاب‌هایی هستند که در زمان حیاتش به چاپ رسید.
جلالی ازدواج نکرد. زندگی‌اش در سکوت و با آرامش و تلألویی خاص ادامه داشت.
چند روزی پس از نیمه آذر ماه سال ۱۳۷۸ دچار سکته مغزی شد. اندکی بیش از یک ماه را در اغما گذراند و در روز آدینه‌ی بیست‌وچهار دی‌ماه همان سال در سن ۷۲ سالگی درگذشت و در بهشت زهرای تهران قطعه ۹، ردیف ۱۰۲، شماره ۲۰ به خاک سپرده شد.
بعد از درگذشتش مجموعهٔ بسیار زیادی از اشعار او که تا آن زمان چاپ نشده بود به همت برادرش مهرداد جلالی و انتشارات مروارید به چاپ رسید.
بعد از درگذشت شاعر، دوستان و بستگانش، جایزه ای به نام او، راه اندازی کردند.
"جایزه شعر بیژن جلالی" ، بعد از چند دورهٔ برگزاری،  متوقف شد.
احمدرضا احمدی، جواد مجابی، سیمین بهبهانی، یدالله مفتون امینی و کامیار عابدی از شاعرانی بودند که در دوره های مختلف، این جایزه را از آن خود کردند.

## نمونه اشعار
- جهان از آغاز

تا پایان
شعری‌ست
محزون.
- کسی در خواهد زد

و خواهد آمد
که چشمان تو را
خواهد داشت
و همان حرف تو را
خواهد زد
ولی من او را
نخواهم شناخت.
- اگر کسی مرا خواست

بگویید رفته باران‌ها را تماشا کند.
و اگر اصرار کرد،
بگویید برای دیدن طوفان‌ها
رفته‌است!
و اگر باز هم سماجت کرد،
بگویید
رفته‌است تا دیگر بازنگردد.

## پی‌نوشت
1. 1 2 3 4 5 6  زندگی‌نامه: بیژن جلالی (۱۳۰۶-۱۳۷۸)، همشهری آنلاین، کد مطلب: ۱۰۱۰۰۴ زمان انتشار: جمعه ۱۶ بهمن ۱۳۸۸ - ۱۵:۱۲:۰۶
2. 1 2 3 4  مقدمهٔ مجموعه شعر «دیدارها»، بیژن جلالی، تهران: انتشارات مروارید، ۱۳۸۰